# Gaius Oppius Bassus
Gaius Oppius Bassus (vollständige Namensform Gaius Oppius Gai filius Velina Bassus) war ein im 1. und 2. Jahrhundert n. Chr. lebender Angehöriger der römischen Armee. Durch zwei Inschriften, die in Auximum gefunden wurden, ist seine Laufbahn bekannt, die als cursus inversus, d. h. in absteigender Reihenfolge wiedergegeben ist.
Der erste Teil der Laufbahn ist durch eine Inschrift belegt, die auf den 26. Juni 137 datiert ist. Bassus begann demnach seine militärische Laufbahn als einfacher Soldat in der Cohors XIII urbana, die in Karthago stationiert war. Zu einem unbestimmten Zeitpunkt wurde er zur Cohors XIIII urbana und danach zur Cohors II praetoria versetzt, die beide in Rom stationiert waren. In der Cohors II praetoria wurde er mehrmals befördert und erreichte die folgenden Dienstränge (in dieser Reihenfolge): Tesserarius, Optio, Signifer und Beneficiarius praefecti praetorio. Nach der regulären Dienstzeit von 16 Jahren schied er ehrenvoll bei den Prätorianern aus.
Im Anschluss trat Bassus als Evocatus Augusti ab actis fori erneut in die Armee ein und wurde zum Centurio in der Legio IIII Flavia Felix befördert, die ihr Hauptlager in Singidunum in der Provinz Moesia superior hatte. Die beiden weiteren Stationen in der Laufbahn sind durch eine zweite Inschrift belegt, die zu einem späteren Zeitpunkt errichtet wurde. Demnach wurde er zur Legio II Traiana fortis versetzt, die ihr Hauptlager bei Alexandria in Aegyptus hatte. In dieser Legion stieg er zum Primus pilus auf.
Bassus war in der Tribus Velina eingeschrieben und stammte aus Auximum. In seiner Heimatstadt war er Patron und praetor iure dicundo. Die erste Inschrift wurde vom Collegium centonariorum seiner Heimatstadt errichtet. Die zweite Inschrift wurde zu einem späteren Zeitpunkt von den Centurionen der Legio II Traiana fortis errichtet.
Die zweite Inschrift wird bei der Epigraphik-Datenbank Clauss-Slaby (EDCS) auf 137/150 datiert. James Robert Summerly datiert die Dienstzeit von Bassus als Centurio der Legio IIII Flavia Felix in einen Zeitraum zwischen 120 und 137.